# Chuyến viếng thăm Philippines của Giáo hoàng Phanxicô
Chuyến viếng thăm Philippines của Giáo hoàng Phanxicô từ ngày 15 đến ngày 19 tháng 1 năm 2015 là chuyến viếng thăm mục vụ và cấp nhà nước đầu tiên của Giáo hoàng Phanxicô đến Philippines. Giáo hoàng Phanxicô cũng là vị giáo hoàng thứ ba đến viếng thăm đất nước này sau Giáo hoàng Phaolô VI và Giáo hoàng Gioan Phaolô II. Trong lịch trình, ông đã đến thủ đô Manila, Tacloban và Palo, Leyte, thăm các nạn nhân của bão Haiyan (2013) (Yolanda). Chủ đề của toàn bộ chuyến viếng thăm này là "Lòng thương xót và nhân từ" (tiếng Philippines: Habag at Malasakit).

## Chuẩn bị
Tháng 10 năm 2014, Quân đội Philippines tuyên bố sẽ triển khai hai đơn vị quân đội giúp bảo đảm an ninh cho chuyến thăm của Giáo hoàng Phanxicô.
Trong một bài phát biểu, tổng thống Philipines Benigno Aquino nhắc nhở công chúng hãy giữ bình tĩnh và giảm sự phấn khích được đến gần giáo hoàng, có khả năng khiến ông gặp nguy hiểm. Tổng thống Philippines nói: Chúng tôi cần sự hỗ trợ và hợp tác của quý vị. Rõ ràng chuyến thăm của Đức Giáo hoàng Phanxicô là một trách nhiệm to lớn cho đất nước. Sự an toàn của ngài và sự an toàn của công chúng đều lệ thuộc vào chúng ta … Tôi xin hỏi quý vị: liệu chúng ta có muốn lịch sử Philippines được đánh dấu bởi một thảm kịch có liên quan đến Đức Giáo hoàng hay không?
Sau đó, ông Aquino nói với các phóng viên rằng các cơ quan an ninh đang hợp tác với các tổ chức tình báo quốc tế như Interpol để theo dõi mọi nguy cơ có thể có từ bên ngoài, nhất là từ nhóm chủ chiến Nhà nước Hồi giáo. Bộ trưởng nội vụ Philippines cho biết khoảng 40 ngàn nhân viên an ninh sẽ thi hành nhiệm vụ trong chuyến thăm này.

## Chuyến thăm

### Ngày 15 tháng 01

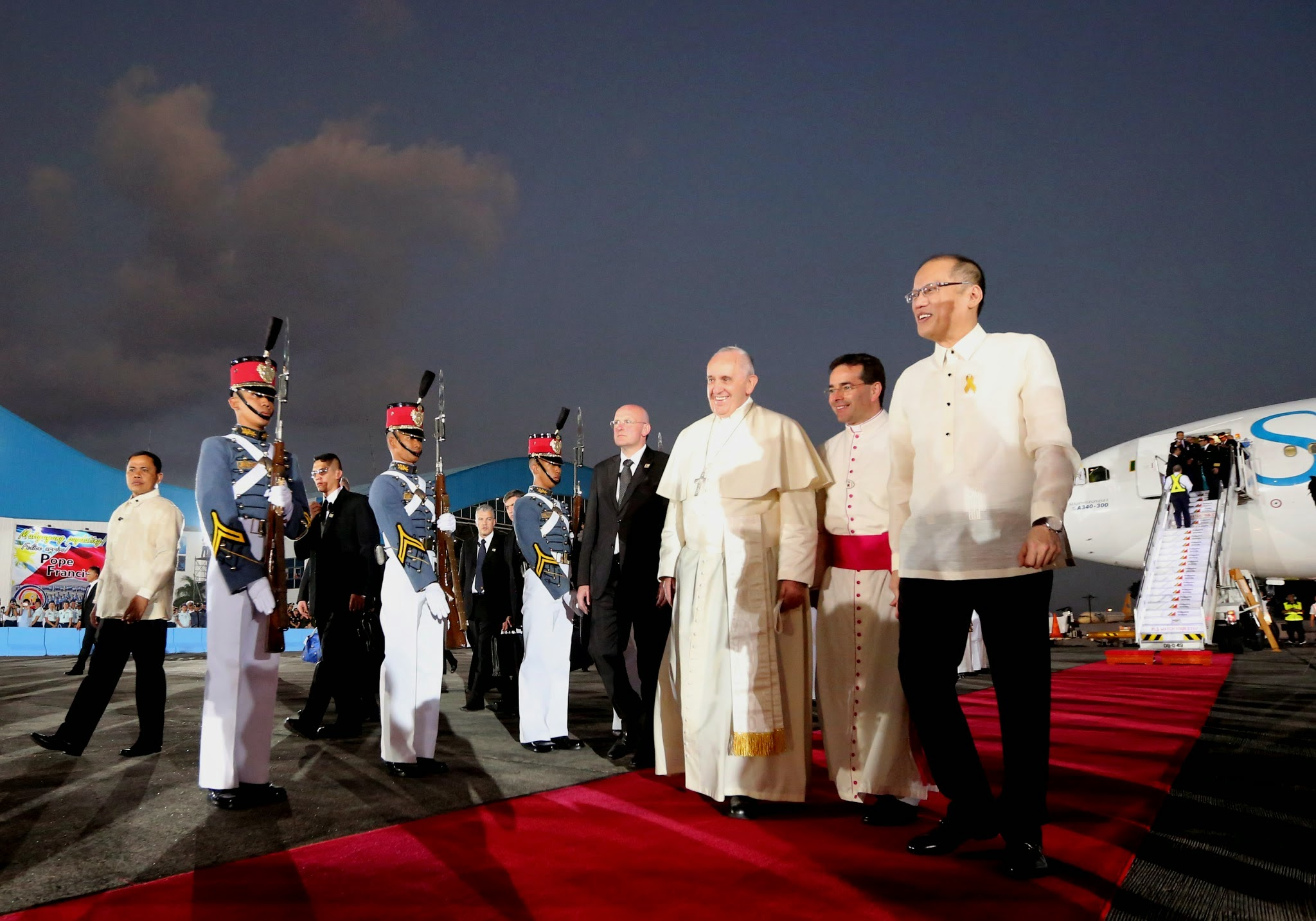
Giáo hoàng Phanxicô được đón tại sân bay bởi Tổng thống Philipines

Ngày 15 tháng 01 năm 2015, Giáo hoàng Phanxicô đã tới Manilla bắt đầu chuyến thăm 5 ngày tại Philippines. Đón ông tại sân bay Manilla có Tổng thống Philippines Benigno Aquino cùng nhiều quan chức chính phủ và các chức sắc Giáo hội Công giáo Philippines. Dọc đường suốt 9 cây số về tòa Sứ Thần Tòa Thánh, đã có 2 triệu người, theo ban tổ chức, đã dành cho ông một cuộc chào đón hết sức nồng nhiệt. Lúc đó là trời tối, nên xe chở Giáo hoàng được bật đèn sáng để mọi người có thể thấy ông.

### Ngày 16

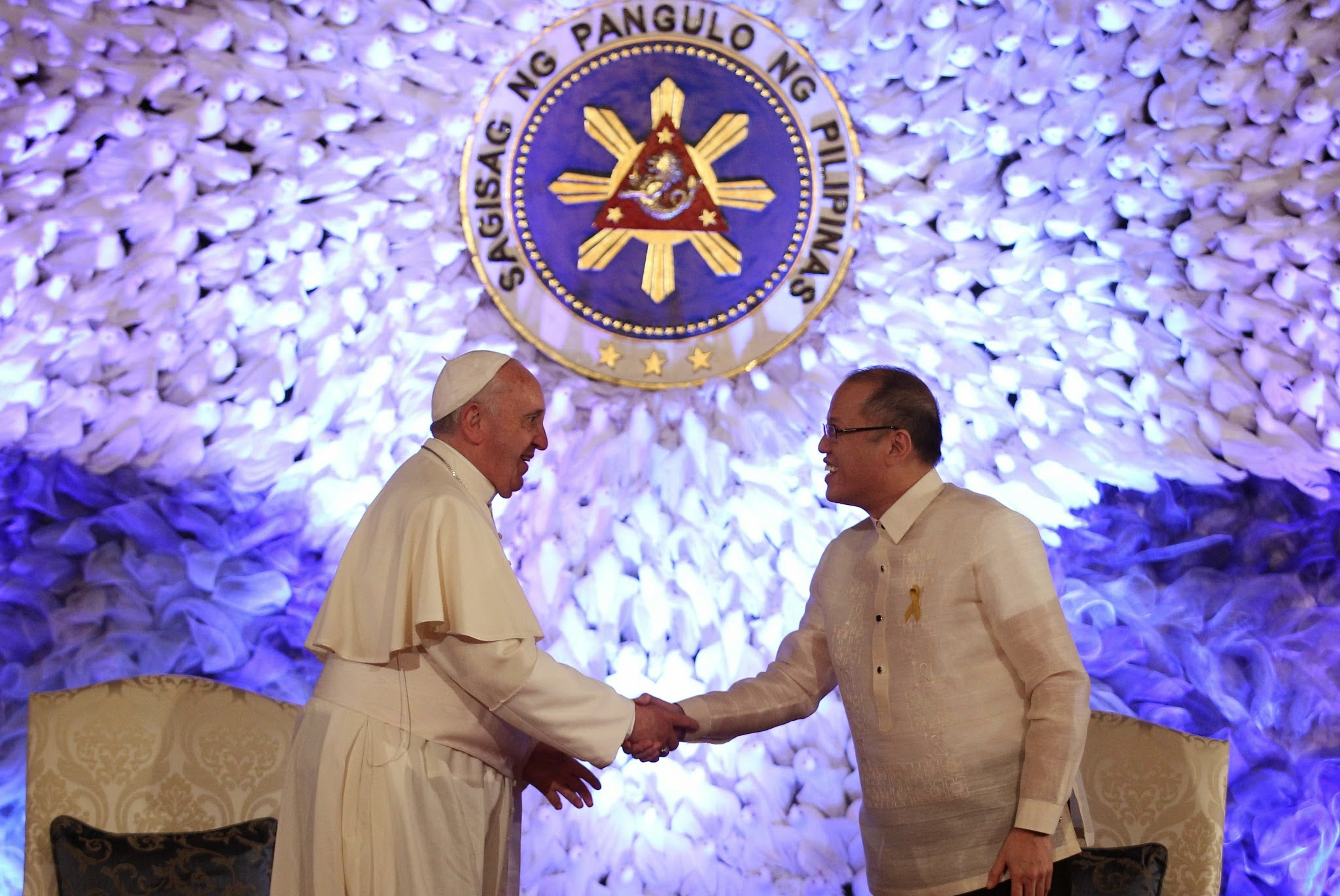
Giáo hoàng Phanxicô trong cuộc gặp chính thức Tổng thống Philipines

#### Tiếp xúc chính quyền
Lễ nghi đón tiếp Giáo hoàng diễn ra lúc 9 giờ 15 phút với 21 phát đại bác chào mừng, duyệt qua đoàn quân danh dự, quốc thiều Vatican và Philipines, cũng như giới thiệu các thành phần của hai phái đoàn, trước khi ông tiến vào trong dinh để hội kiến riêng với Tổng thống Benigno Cổ Hoàng Cơ Aquino III. Sau khi hội kiến riêng với Tổng thống Aquino III và gặp gỡ gia đình ông, Giáo hoàng đã tiến sang phòng nghi lễ Rizal để gặp các giới chức chính quyền và ngoại giao đoàn, tổng cộng là 450 người.
Giáo hoàng Phanxicô cho biết cuộc viếng thăm Philippines diễn ra trong khuôn khổ chuẩn bị kỷ niệm 500 năm bắt đầu công bố Lời Chúa Giêsu Kitô tại đất nước này, mừng vào năm 2021 tới đây. Tiếp đến cuộc viếng thăm cũng liên hệ mật thiết tới cuộc tàn phá do cuồng phong Yolanda gây ra. Ông ngưỡng mộ nỗ lực liên đới của dân chúng, nhất là người trẻ, và đồng thời muốn bày tỏ sự gần gũi với những người bị tổn thương vì thiên tại này. Ngài không quên kêu gọi cải tổ những cơ cấu xã hội bất công, bài trừ nạn tham nhũng thường là tin chiếm hàng đầu tại nước này, và giải quyết nạn nghèo đói, khiến cho 25% dân Phi hiện nay đang phải sống với lợi tức 1 mỹ kim mỗi ngày. Ông nói:
Tấm gương liên đới này cũng là một bài học rất quan trọng đối với tương lai. Cũng như một gia đình, mỗi xã hội kín múc năng lực từ những tài nguyên sâu rộng nhất của mình để đối phó với những thách đố mới. Philippines, cũng như các nước khác ở Á châu, đang đứng trước thách đố những thay đổi trong việc kiến tạo những nền tảng vững chắc cho một xã hội tân tiến, phản ánh những giá trị chân chính của con người, bảo vệ phẩm giá và các quyền của mỗi người vốn là hồng ân quí giá Thiên Chúa ban cho. Tất cả điều ấy đều rất quan trọng so với những bối cảnh chính trị và luân lý đạo đức mới mẻ và phức tạp.
Ông nhắc đến vai trò và trách nhiệm của các nhà chính trị cần làm tất cả những gì có thể để xây dựng công ích, bảo tồn tài nguyên về nhân sự và thiên nhiên, cần tạo những điều kiện cần thiết để tạo một xã hội thực sự là công bằng, liên đới và hòa bình. Ông nhắc mọi người lắng nghe tiếng nói của người nghèo và chống lại mọi hình thức chênh lệch xã hội như gương mù. Cũng trong diễn văn, ông nhắc đến một hoạt động chính trong cuộc viếng thăm của là gặp gỡ các gia đình, và người trẻ. Ông nói:
Gia đình có một sứ mạng đặc biệt trong xã hội. Thực vậy chính trong gia đình mà người trẻ học các giá trị và hấp thụ bầu không khí chân thực cho toàn thể đời sống. Vì thế, cần phải củng cố, thay vì phá hủy hoặc làm biến thái gia đình. Chúng ta biết có bao nhiêu khó khăn mà các nước dân chủ ngày nay đang gặp phải trong việc tôn trọng phẩm giá bất khả vi phạm của mỗi người, quyền của các trẻ em chưa sinh ra, cũng như quyền của người già và người bệnh. Trong bối cảnh này, các gia đình và các cộng đoàn địa phương phải chu toàn vai trò của mình trong việc kiến tạo một nền văn hòa toàn diện, tốt lành, liên đới, trung thành, như những nền tảng vững mạnh và là căn bản luân lý đạo đức vững chắc giúp xã hội sống chung.
Sau cùng, ông nhắc đến sự đóng góp của Philippines cho sự cộng tác quốc tế giữa các nước Á châu và nhu cầu của những người dân nước này đang sống tại nhiều nước trên thế giới, ông khuyến khích Philippines tiếp tục cố gắng đảm bảo cho mọi công dân một sự phát triển nhân bản toàn diện.
Ông ca ngợi những cố gắng thăng tiến đối thoại và cộng tác giữa tín đồ các tôn giáo khác nhau và ngài bày tỏ tin tưởng là những bước tiến đã được thực hiện nhắm mang lại hòa bình ở miền nam Philippines. Rời phủ Tổng thống sau cuộc gặp gỡ, ông đã tiến về Nhà thờ chính tòa Manila cách đó 5 cây số để chủ sự thánh lễ với các giám mục, linh mục, tu sĩ nam nữ và chủng sinh Philiipines.

#### Thánh lễ với Giáo hội Philipines
Giáo hoàng Phanxicô kêu gọi hàng giáo sĩ, tu sĩ Philippines xa tránh chủ nghĩa duy vật, sống thanh bần, thanh liêm và quan tâm giúp đỡ người nghèo. Là nội dung bài giảng trong thánh lễ ông cử hành tại Nhà thờ chính tòa Manila, với 600 vị gồm các giám mục và linh mục Philippines trước sự hiện diện của 1400 nữ tu và chủng sinh toàn quốc. Các vị đến từ các giáo phận toàn quốc, mỗi giáo phận được gởi 10 đại diện. Ngoài ra cũng có các vị giám mục đến từ các nước Á châu khác, đứng đầu là Hồng y Gracias, Tổng giám mục Tổng giáo phận Bombay Ấn Độ, Chủ tịch Liên Hội đồng Giám mục Á Châu.

#### Thăm trung tâm trẻ bụi đời
Sau thánh lễ lúc 11:15 sáng với các chức sắc Công giáo Philipines tại Vương cung thánh đường Đức Mẹ Vô Nhiễm của thủ đô Manila, trên đường về Tòa Sứ Thần Tòa Thánh, Giáo hoàng đã đến thăm một trung tâm trẻ bụi đời do một linh mục người Pháp coi sóc.
Linh mục Federico Lombardi, giám đốc Phòng Báo chí Tòa Thánh, cho biết hoạt động này của ông không có trong lịch trình. Tại trung tâm trẻ bụi đời TNK-Anak, Đức Giáo hoàng đã dành một gần một nửa giờ với 320 trẻ em mừng vui được ông ghé thăm với những bài hát và điệu nhảy, những cái ôm và trao đổi những lời ngắn gọn.
Linh mục Lombardi cho biết các em được tập trung trong sân của trung tâm để gặp gỡ Giáo hoàng Phanxicô. "Đó là một khoảnh khắc rất cảm động," ông nói. Các em đã tặng Giáo hoàng Phanxicô những món quà nhỏ, trong đó có một tượng Đức Mẹ bằng gỗ - một phiên bản thu nhỏ của một tượng Đức Mẹ được đặt trong nhà nguyện của trung tâm, một bức ảnh trong đó các trẻ em nhặt rác đang chầu Mình Thánh Chúa, và một tấm phù điêu làm từ những mảnh giấy màu bởi một em bụi đời.

### Ngày 17
Theo lịch trình thì Giáo hoàng Phanxicô sẽ có ba sinh hoạt chính: ban sáng đi máy bay từ Manila đi Tacloban trên đảo Leyte và lúc 10 giờ cử hành thánh lễ cho tín hữu tại phi trường quốc tế Tacloban Daniel Romualdez. Sau khi dùng bữa trưa với vài người sống sót sau trận bão Yolanda Haiyan và nghỉ ngơi chốc lát, vào ban chiều ông sẽ làm phép khánh thành Trung tâm cho người nghèo Phanxicô, rồi gặp gỡ các giám mục, linh mục, tu sĩ nam nữ, chủng sinh và các gia đình sống sót sau trận bão Yolanda Haiyan trong nhà thờ chính tòa giáo phận Palo. Tuy nhiên vì lý do trời Philippines quá xấu có mưa bão, nên các sinh hoạt ban chiều bị hủy bỏ. Ông rời đảo Leyte lúc 13 giờ.

#### Lễ tại Tacoban
Một viên chức cảnh sát ước lượng đám đông này vào khoảng 150.000 người, và nhiều người khác đứng ở bên ngoài khu vực. Mặc áo mưa bằng nhựa, đám đông vỗ tay theo nhịp một bài hát inh ỏi chào mừng Giáo hoàng, hoan hô vang dội khi nghe tiếng máy bay của ông đáp xuống.

### Ngày 18
Lúc 9 giờ sáng, tại Tòa Sứ Thần Tòa Thánh, Giáo hoàng đã thăm và cám ơn các cộng tác viên và các ân nhân đã giúp đỡ công cuộc chuẩn bị và tiến hành chuyến viếng thăm của ông. Liền đó ông đến Đại học Giáo hoàng và Hoàng gia thánh Tomaso cách đó 6 cây số để gặp gỡ các vị lãnh đạo tôn giáo bạn.

#### Đại học thánh Tômasô
Khi đến đại học, Giáo hoàng phanxicô đã được vị đại chưởng ấn và giáo sư viện trưởng đón tiếp tại cổng chào gọi là khải hoàn môn các thế kỷ. Rồi ông lần lượt chào thăm các vị lãnh đạo các tôn giáo chính ở Philippines: Tin lành, Giáo hội Philippines độc lập, Phật giáo, Do thái, Ấn giáo, Hồi giáo và Chính Thống.

#### Gặp gỡ giới trẻ
Trời Manila gặp mưa vì bão rớt, nên Giáo hoàng và mọi người đều mặc áo mưa. Ông dùng xe tiến sang khu Đại học xá để chào thăm 30 ngàn sinh viên và những người trẻ khác đứng dọc theo các lối đi và sân thể thao của Đại học. Họ nồng nhiệt reo hò, vẫy cờ Philippines và cờ Tòa Thánh. Nhiều người hô to: Đức Giáo hoàng Phanxicô, chúng con yêu mến ngài. Hàng ngàn người khác tham dự cuộc gặp gỡ ở bên ngoài khuôn viên đại học.

##### Huấn dụ
Mở đầu bài huấn dụ, ông ”xin phép” nói bằng tiếng Mẹ Tây Ban Nha được Đức Ông Mark Gerard Miles, thuộc phủ Quốc vụ khanh Tòa Thánh dịch ra tiếng Anh. Ông cũng thông báo tin buồn sáng ngày 17, trước thánh lễ tại phi trường thành phố Tacloban, gió bão đã thổi sập một bảng gần lễ đài làm cho một thiếu nữ 27 tuổi, tên là Chrystel, thiện nguyện viên của cơ quan cứu trợ Công giáo Hoa Kỳ và cộng tác vào việc tổ chức thánh lễ, bị tử thương và ông mời gọi mọi người dành một phút im lặng để cầu nguyện cho cô.
Trong bài huấn dụ, ông nhận xét rằng nhiều người trẻ ngày nay tràn đầy các thông tin từ Internet và các mạng xã hội, nhưng không biết làm gì với những thông tin ấy. Ông nhắn nhủ họ đừng có tâm lý của máy vi tính, đừng nghĩ mình biết hết mọi sự. Ông cũng nói rằng: Giáo hội Công giáo ngày nay đang cần những người trẻ thánh thiện. Nhưng để có thể thi hành điều này, người trẻ cần đáp ứng thách đố tình thương. Đây là đề tài quan trọng nhất mà các bạn cần học ở đại học, là bài học quan trọng nhất mà các bạn cần học trong đời.. Các bạn hãy cởi mở đón nhận sự ngạc nhiên từ Thiên Chúa, sẵn sàng yêu và được yêu, khiêm tốn học hỏi nơi những người mình giúp đỡ. Cho đi mà thôi thì vẫn chưa đủ, còn phải khiêm tốn học hỏi sự khôn ngoan nơi những người nghèo, người bé mọn mà mình giúp đỡ... Các bạn đừng trở thành ”bảo tàng viện” trước bao nhiêu phương tiện truyền thông mà chúng ta có.
Ông khuyến khích họ học 3 ngôn ngữ: đó là suy tư, cảm thức và hành động và mời gọi các bạn trẻ quan tâm đến vấn đề bảo vệ môi sinh, nhất là đối với một nước thường gặp thiên tai như Philippines. Ông cũng nhắn nhủ các bạn trẻ hãy học cách khóc cho người nghèo và những người bị gạt ra ngoài lề xã hội. Những người ấy đang khóc... Chúng ta cần tự hỏi: chúng ta đã học cách khóc cho những người bị gạt bỏ như thế chưa, khóc cho những người bị vấn đề ma túy chưa? Chúng ta có khóc khi thấy một trẻ em vô gia cư, đang chịu đau khổ, bị bỏ rơi, bị lạm dụng, bị xã hội dùng như nô lệ hay không? Nếu các bạn không học cách khóc, thì các bạn không thể là Kitô hữu tốt được. Đó thực là một thách đố!.

### Ngày 19

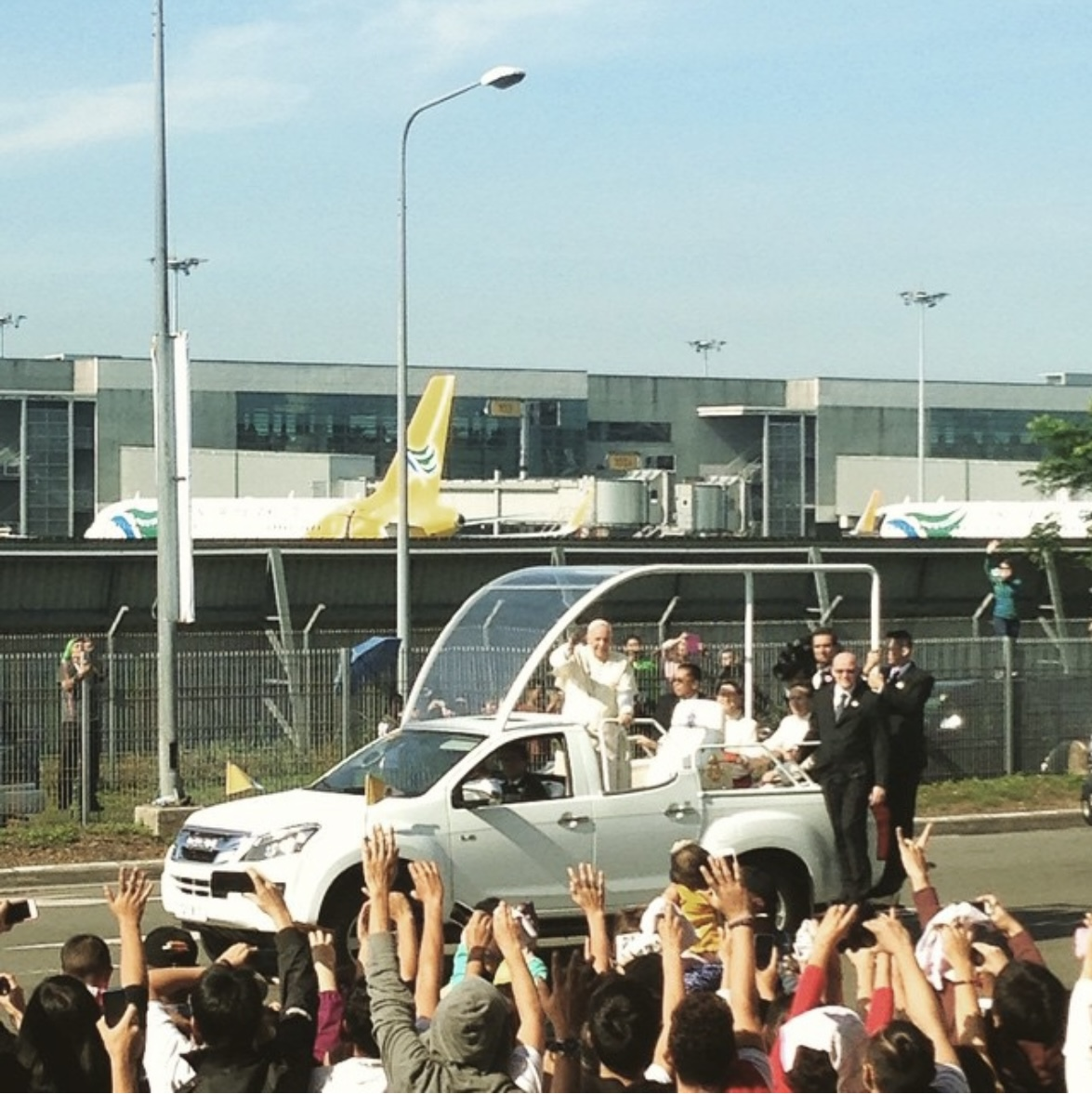
Giáo hoàng Phanxicô trên đường đến Căn cứ Không quân Villamor để rời khỏi Philippines vào ngày 19 tháng 1 năm 2015.

Giáo hoàng Phanxicô dự lễ tiễn biệt tại Tòa nhà Tổng thống trong Căn cứ Không quân Villamor, với sự tiễn đưa của Tổng thống Benigno Aquino III, các bộ trưởng nội các của ông, cùng một số giám mục Công giáo, trước khi trở về Roma. Đức giáo hoàng rời Manila lúc 10:12 sáng theo giờ PST trên chuyến bay thuê bao của Philippine Airlines bằng máy bay Airbus A340-300 (chuyến bay PR8010, số đăng ký RP-C3439, biệt danh Shepherd One).

## Lo ngại
Thông tín viên RFI tại Manilla, Marianne Dardard tường trình đầy lo ngại:
Với một đám đông lớn và một người có phong cách ứng xử tự phát như Giáo hoàng Phanxicô, thì lo ngại lớn cho lực lượng an ninh đó là vấn đề khủng bố. Bởi vì trong quá khứ, cứ mỗi lần có Giáo hoàng tới thăm, tại Philippines lại xảy ra ít nhất một vụ tấn công; như vụ tấn công bằng dao năm 1970 nhằm vào một thành viên trong đoàn tùy tùng của Vatican, hay như vụ đánh bom nằm năm 1995. Vì lý do đó và nhất là khi các vụ khủng bố vừa xảy ra tại Paris cách đây một tuần, thì vấn an ninh được tăng cường tối đa

## Ảnh hưởng kinh tế
Với tuyên bố của ngày lễ đặc biệt không làm việc trong Metro Manila bao gồm ngày, tháng 15, 16, và 19, nền kinh tế được dự kiến sẽ trải qua doanh thu bị mất hàng triệu đô la. Các lĩnh vực kinh doanh đã chỉ trích chính phủ cho thêm quá nhiều ngày lễ không làm việc mỗi năm. Theo một nghiên cứu của Makati Business Club tiến hành vào năm 2014, ngày lễ không làm việc thường chi phí các ngành công nghiệp điện tử 1.200.000.000 đô la Philípin (26,70 triệu đô la Mỹ) mỗi ngày, trích dẫn số liệu từ SEIPI. Trong khi tuyên bố nghỉ là không toàn quốc, công nhân muốn nhìn thấy Giáo hoàng sẽ mất thêm chi phí lao động cho các doanh nghiệp.
Chủ tịch và Giám đốc điều hành của giao dịch chứng khoán Philippines (PSE), Hans Sicat, thực hiện cuộc gọi đến các chính phủ để ngăn chặn việc bổ sung các ngày lễ như ngày giao dịch ít. Trong những ngày nghỉ, các hoạt động thanh toán bù trừ tại Bangko Sentral ng Pilipinas đã bị đình chỉ. Tuy nhiên, Sicat nói rằng ngân hàng trung ương đồng ý để chạy thanh toán bù trừ các hoạt động vào ngày 19. Sicat lập luận rằng đóng trong ba ngày của chuyến thăm của Đức Giáo hoàng sẽ có chi phí của chính phủ 14 triệu đô la Philípin (311,457.17 đô la mỹ) bị mất trong các loại thuế chính phủ, kinh doanh dựa trên không thu được.
An ninh cho chuyến thăm, kể cả đối với các rào cản vật lý thiết lập dọc theo 11 km (6,8 mi) đường từ căn cứ không quân để trung tâm thành phố Manila, ước tính đã tiêu tốn của chính phủ 200 triệu đô la Philipines (4.500.000 đô la Mỹ)
Môi giới chứng khoán Wilson Sỹ, người quản lý Quỹ Philequity, nói rằng trong khi các chuyến viếng thăm của Đức giáo hoàng sẽ có lợi ích tiền tệ trực tiếp tối thiểu, nó sẽ gây ra các nhà đầu tư để được "nhắc nhở" về đất nước. Ông lưu ý rằng Philippines Stock Exchange Index, đóng cửa ở mức 7,490.88 vào ngày 14, một kỷ lục, được mô tả bởi các nhà phân tích kinh tế như một "cuộc biểu tình của giáo hoàng", phản ánh triển vọng tích cực của các nhà đầu tư trong và ngoài nước. Một chuyến viếng thăm của Đức giáo hoàng thành công và hòa bình sẽ tăng niềm tin đầu tư để làm kinh doanh trong nước.